# Jacobikirche (Sangerhausen)

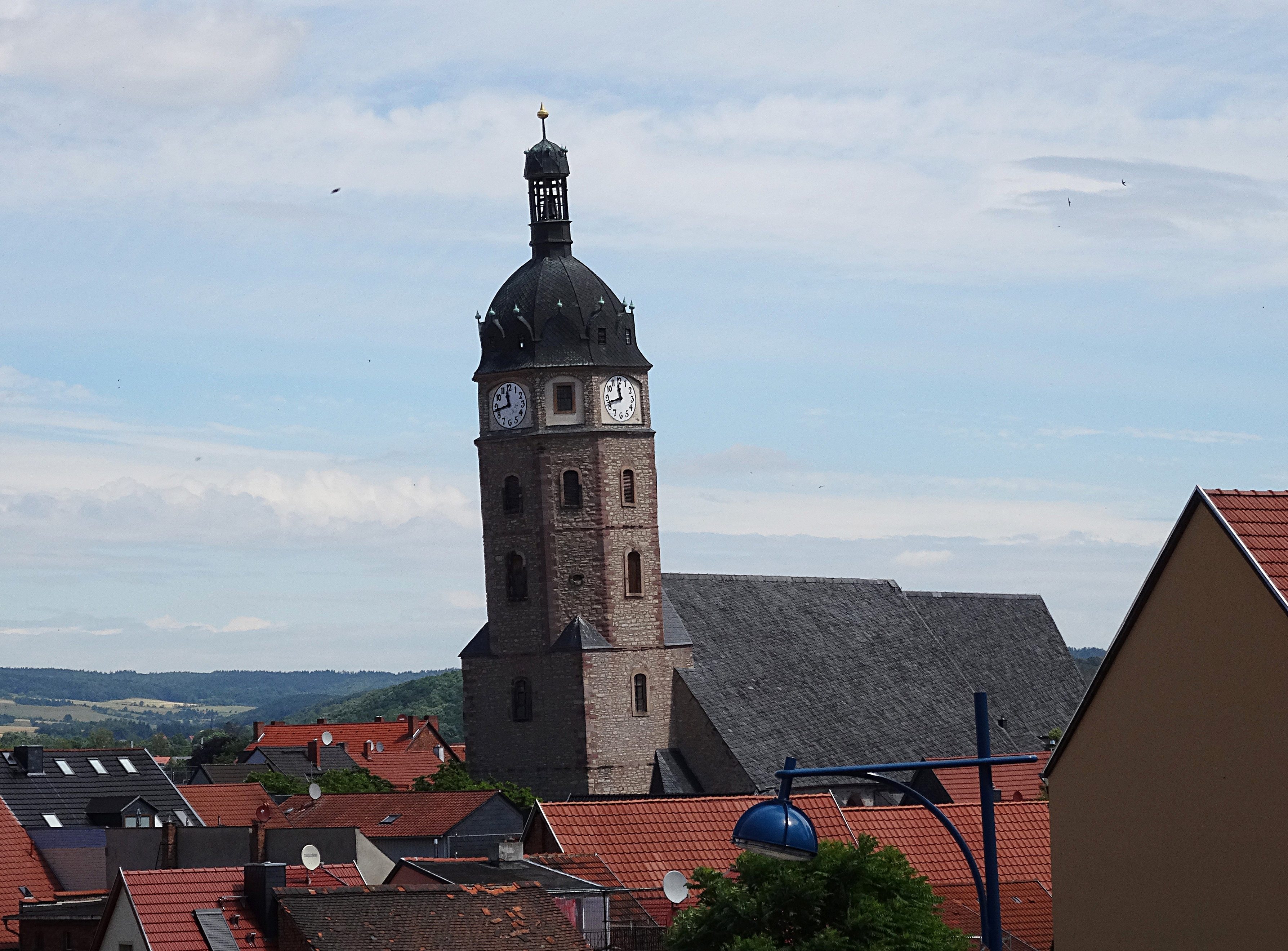
Der „schiefe Jakob“

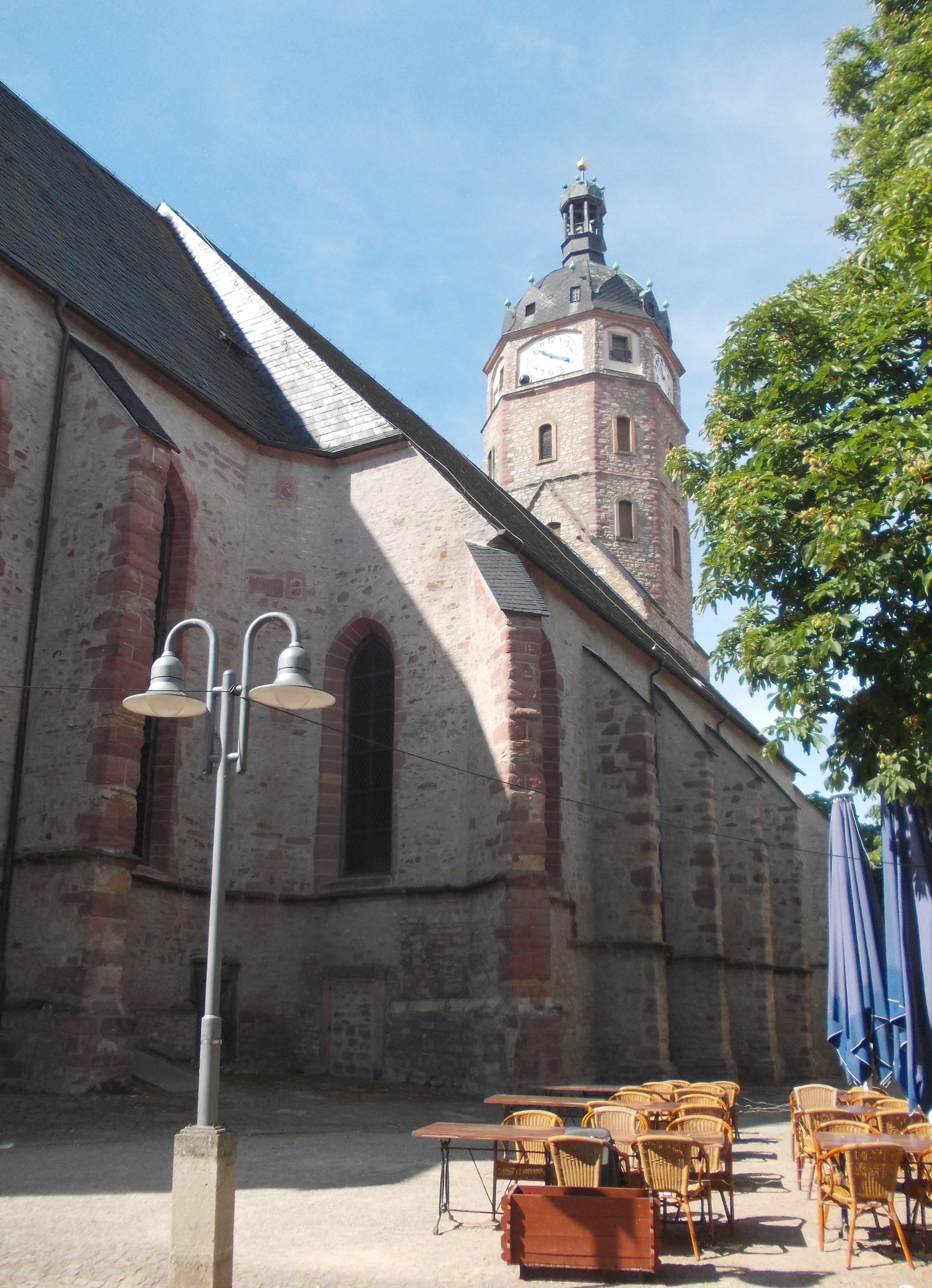
Nordseite der Kirche

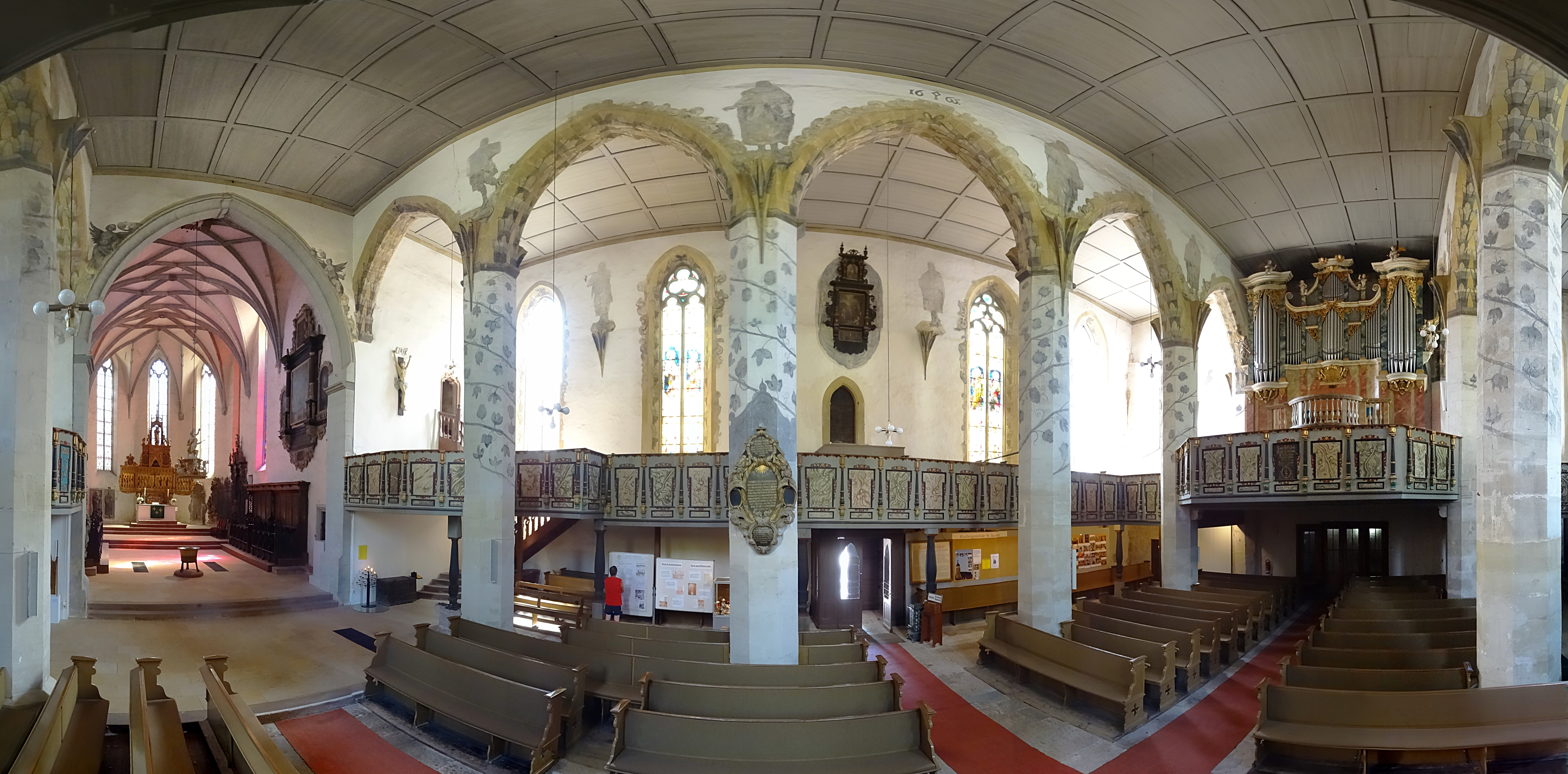
Innenraum-Panorama

Die Jacobikirche ist eine gotische Hallenkirche in Sangerhausen. Die Kirche liegt in der Stadtmitte am Marktplatz und gehört zum Kirchenkreis Eisleben-Sömmerda der Evangelischen Kirche in Mitteldeutschland. Während der Wende in der DDR im Jahr 1989 fanden hier die großen Versammlungen der Sangerhäuser Bürger statt.

## Geschichte und Baugeschichte
Ein Vorgängerbau der heutigen Kirche wurde im Jahr 1271 erstmals erwähnt. Diese Kirche wurde vermutlich mit der Anlage der Neustadt als Marktkirche gebaut. Im Jahr 1457 wurde ein Auftrag zur Errichtung der heute noch bestehenden achteckigen Pfeiler erteilt. Wahrscheinlich wurden bei der Errichtung der heutigen Kirche Bauteile der vorherigen Kirche und möglicherweise auch der Grundriss wiederverwendet. Das Kirchenschiff war 1472 fertiggestellt, in den Jahren 1495 bis 1510 wurde der Chor vollendet. Der Westturm schließlich wurde in den Jahren 1514 bis 1542 errichtet. Die Fenster und Schalllöcher des Turms wurden 1711 bis 1742 in barocken Formen erneuert.

## Beschreibung
Das Langhaus besteht aus einer dreischiffigen Halle mit fünf Jochen. Es verfügt über eine flache Holzdecke, da die ursprünglich geplante Wölbung nie ausgeführt wurde. Charakteristisch für das Langhaus ist die barocke Ausmalung, die dem Langhaus eine „lebendige Wärme“ verleiht. Pfeiler, Arkadenbögen, und Fenstergewände sind mit Weinlaub, Knospenornament und Ohrmuschelwerk bemalt. Zudem finden sich einige Heiligenfiguren. Im Kirchenschiff befindet sich eine umlaufende Empore aus Holz.
Die in Renaissanceformen gestaltete hölzerne Kanzel stammt aus dem Jahr 1593.
Auffällig ist der lange Chor, der „architektonisch aufwendigste Teil der Kirche“. Der Chor verfügt über ein reiches Netzgewölbe. Vom Langhaus ist er durch einen spitzbogigen Triumphbogen getrennt. Das Chorgestühl sowie der in der Zeit um 1400 entstandene Schnitzaltar, eine „konventionelle, doch recht gute Werkstattarbeit“, stammen aus der im Jahr 1552 abgebrochenen Kirche des Augustinereremiten-Klosters. Die Predella des Alters stammt aus dem Jahr 1621. Im Jahr 1670 wurde der Altar farbig bemalt und unter Beibehaltung aller gotischer Elemente frühbarock ergänzt, ein sehr seltenes, gut erhaltenes Belegexemplar einer gelungenen Integration des gotischen Hauptteils in eine frühbarocke Neuinterpretation. Charakteristisch für den Chor sind auch die dort aufgestellten Grabmäler und Epitaphien aus dem 17. und 18. Jahrhundert.
Der Turm der Kirche neigt sich leicht nach Westen, weil er vermutlich auf einem aufgeschütteten Wallgraben errichtet wurde. Der Turm wird daher auch als „schiefer Jakob“ bezeichnet. Eine Besonderheit der Jacobikirche ist die an der Ostseite des Turms angebrachte Monduhr. Die Höhe des Turms beträgt 61 Meter.

## Orgel

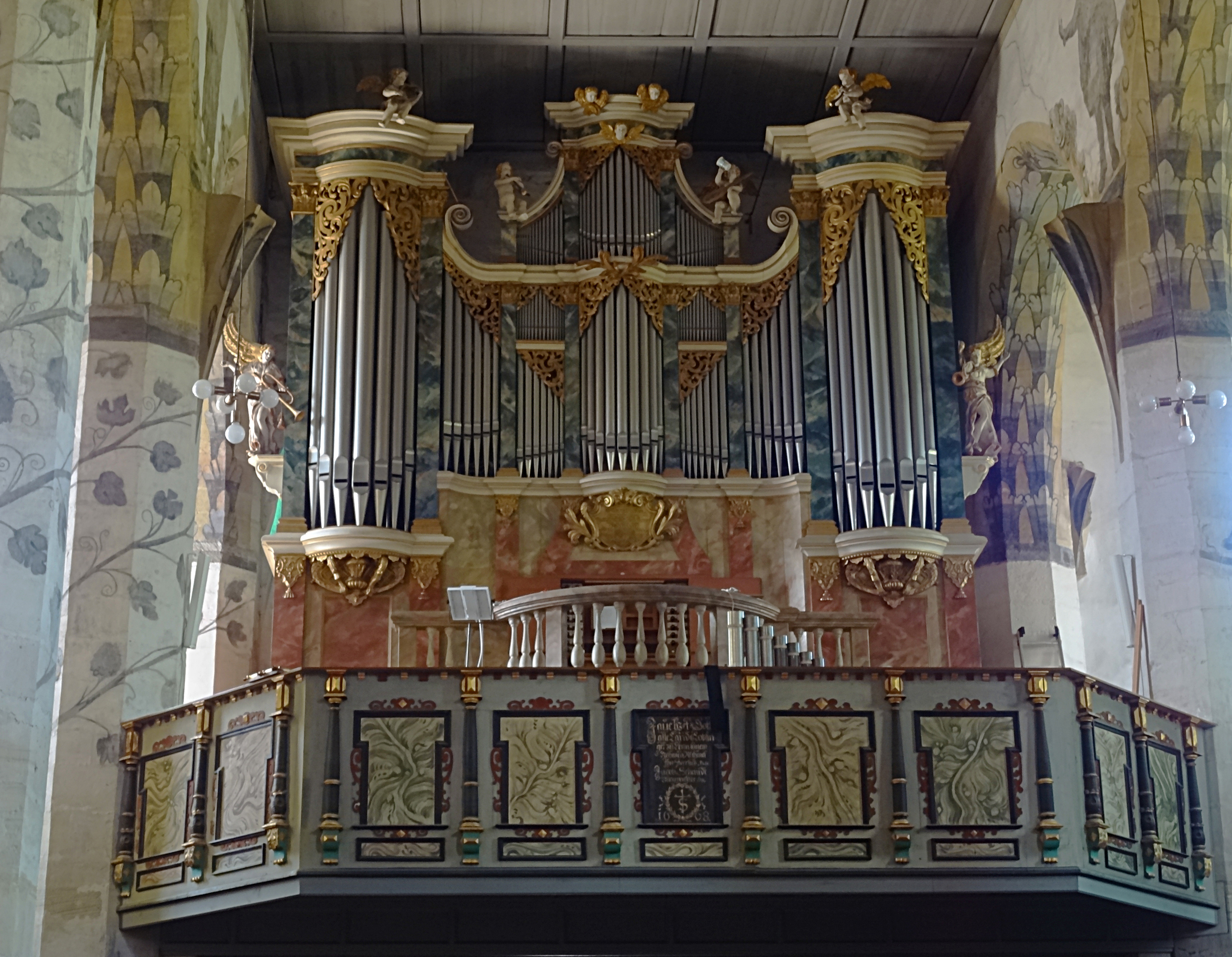
Hildebrandt-Orgel von 1728

Die Orgel, die einen barocken Prospekt besitzt, wurde in den Jahren 1726 bis 1728 von Zacharias Hildebrandt (Liebertwolkwitz) errichtet. Zu Beginn des 19. Jahrhunderts wurden die Bälge und Windladen repariert und Verschleißteile ersetzt. 1852 wurde die Disposition entsprechend dem musikalischen Zeitgeschmack verändert, im Jahre 1900 wurden ein Schweller eingebaut und die Traktur pneumatisiert. Bei einem Brand des Dachstuhls von St. Jacobi im Jahre 1971 gelangte Löschwasser in die Orgel, die daraufhin weitgehend unspielbar war. Ab 1976 wurde das Instrument durch die Firma Eule Orgelbau umfassend restauriert und 1978 wieder in Dienst genommen. Das Instrument hat 30 Register auf zwei Manualen und Pedal.
| I Hauptwerk C–d3 |             |     |
| 01.              | Bordun      | 16′ |
| 02.              | Prinzipal   | 08′ |
| 03.              | Gedackte    | 08′ |
| 04.              | Quintadena  | 08′ |
| 05.              | Oktava      | 04′ |
| 06.              | Spitzflöte  | 04′ |
| 07.              | Quinta      | 03′ |
| 08.              | Oktava      | 02′ |
| 09.              | Mixtur V    |     |
| 10.              | Cimbeln III |     |
| 11.              | Cornet IV   |     |
| 12.              | Trompete    | 08′ |
| 13.              | Vox humana  | 08′ |
|                  | Tremulant   |     |

| II Oberwerk C–d3 |                |       |
| 14.              | Violdigamba    | 8′    |
| 15.              | Rohrflöte      | 8′    |
| 16.              | Stille Gedackt | 8′    |
| 17.              | Prinzipal      | 4′    |
| 18.              | Rohrflöte      | 4′    |
| 19.              | Nassat         | 3′    |
| 20.              | Oktava         | 2′    |
| 21.              | Quinta         | 1 ⁄2′ |
| 22.              | Siflet         | 1′    |
| 23.              | Cimbeln III    |       |
|                  | Tremulant      |       |

| Pedalwerk C–d1 |              |     |
| 24.            | Prinzipalbaß | 16′ |
| 26.            | Subbaß       | 16′ |
| 25.            | Oktavenbaß   | 08′ |
| 27.            | Gedacktbaß   | 08′ |
| 28.            | Choralbaß    | 04′ |
| 29.            | Rauschbaß IV |     |
| 30.            | Posaunenbaß  | 16′ |

- Koppeln: Pedalkoppel, Manualschiebekoppel
- Effektregister: Calcant